# Image (原田知世のアルバム)
『Image』（イマージュ）は、原田知世の企画ミニ・アルバム。松任谷由実が手掛けたシングル曲をフィーチャーした作品で、KADOKAWA RECORDSの企画により1987年5月7日にEASTWORLDから発売された。
当時の販売価格は1800円。LPA面には、「時をかける少女」とそのB面曲「ずっとそばに」をベストアルバム『POCHETTE』で採用されたアレンジの異なるバージョンで収録。ほか「ダンデライオン〜遅咲きのたんぽぽ」のA・B面曲も収録され、B面にはA面曲すべてのオリジナル・カラオケが収録されている。LPレコードには16ページの写真集が添付された。
このアルバム単体でのCD化はされていない為、カラオケ音源は長きに亘り未CD化の状況が続いたが、2017年8月にファースト・ミニアルバムの再発盤である『バースデイ・アルバム+』のリリースが企画され、ボーナストラックとして収録されたことにより、初めてオリジナル・カラオケのデジタル音源化が実現された。

## 収録曲

### LP／CT
| 全作詞・作曲: 松任谷由実。 |                                      |            |            |            |      |
| #                          | タイトル                             | 作詞       | 作曲・編曲 | 編曲       | 時間 |
| 1.                         | 「時をかける少女」                   | 松任谷由実 | 松任谷由実 | 新川博     | 3:54 |
| 2.                         | 「守ってあげたい」                   | 松任谷由実 | 松任谷由実 | 松任谷正隆 | 4:18 |
| 3.                         | 「ダンデライオン〜遅咲きのたんぽぽ」 | 松任谷由実 | 松任谷由実 | 松任谷正隆 | 4:07 |
| 4.                         | 「ずっとそばに」                     | 松任谷由実 | 松任谷由実 | 新川博     | 4:32 |

| 全作詞・作曲: 松任谷由実。 |                                                                        |            |            |            |      |
| #                          | タイトル                                                               | 作詞       | 作曲・編曲 | 編曲       | 時間 |
| 1.                         | 「時をかける少女」(メロディ入りオリジナル・カラオケ)                   | 松任谷由実 | 松任谷由実 | 新川博     | 3:54 |
| 2.                         | 「守ってあげたい」(メロディ入りオリジナル・カラオケ)                   | 松任谷由実 | 松任谷由実 | 松任谷正隆 | 4:18 |
| 3.                         | 「ダンデライオン〜遅咲きのたんぽぽ」(メロディ入りオリジナル・カラオケ) | 松任谷由実 | 松任谷由実 | 松任谷正隆 | 4:07 |
| 4.                         | 「ずっとそばに」(メロディ入りオリジナル・カラオケ)                     | 松任谷由実 | 松任谷由実 | 新川博     | 4:32 |

## 関連作品
- POCHETTE
- バースデイ・アルバム+

## 参考資料
- オリコン『ALBUM CHART-BOOK COMPLETE EDITION 1970-2005』オリコン・マーケティング・プロモーション、2006年4月。ISBN 9784871310772。